# Xysticus fagei
Xysticus fagei is een spinnensoort uit de familie van de krabspinnen (Thomisidae).
De wetenschappelijke naam van de soort werd in 1919 gepubliceerd door Roger de Lessert.

## Voorkomen
De soort komt voor in het oosten van Afrika.